# 785 Zwetana
A 785 Zwetana (ideiglenes jelöléssel 1914 UN) a Naprendszer kisbolygóövében található aszteroida. A. Massinger fedezte fel 1914. március 30-án.